# Condado de Chesterfield
O Condado de Chesterfield (em inglês:  Chesterfield County) é um dos 95 condados do estado americano da Virgínia. A sede do condado é Chesterfield Court House e sua maior cidade é Chester. Foi fundado em 1749.
O condado possui uma área de 1 132 km², dos quais 1 096 km² estão cobertos por terra e 35 km² por água, uma população de 316 236 habitantes, e uma densidade populacional de 288,4 hab/km² (segundo o censo nacional de 2010). Faz parte da região metropolitana de Richmond. É o quarto condado mais populoso da Virgínia.